# Shiro Azumi
Shiro Azumi (安積 四郎 Azumi Shiro?) fue un futbolista japonés que se desempeñaba como delantero.
Azumi jugó 3 veces para la selección de fútbol de Japón entre 1923 y 1925. Azumi fue elegido para integrar la selección nacional de Japón para los Juegos del Lejano Oriente de 1923 y 1925.

## Trayectoria

### Clubes
| Club     | País  | Año  |
| -------- | ----- | ---- |
| Osaka SC | Japón | ???? |

### Selección nacional
| Selección | País  | Año         |
| --------- | ----- | ----------- |
| Absoluta  | Japón | 1923 - 1925 |

## Estadística de equipo nacional
| Selección de Japón | Selección de Japón | Selección de Japón |
| Año                | Part.              | Goles              |
| ------------------ | ------------------ | ------------------ |
| 1923               | 2                  | 0                  |
| 1924               | 0                  | 0                  |
| 1925               | 1                  | 0                  |
| Total              | 3                  | 0                  |